# Claus Kruesken
Claus Kruesken (* 15. Oktober 1963) ist ein deutscher Fernseh- und Radiomoderator, Sprecher und Autor.

## Arbeit im Rundfunk
Kruesken begann seine Radio-Karriere mit 17 Jahren als Moderator der Hörfunksendung Pop nach 8 auf Bayern 3. Seit 1981 ist er fester freier Mitarbeiter beim Bayerischen Rundfunk als Moderator, Programmgestalter und Redakteur mit den Schwerpunktthemen Musik, Lifestyle, Computer und Internet.
Bis Juli 2015 war er montagabends Moderator der traditionsreichen Sendung NightLife (22:00 bis 24:00 Uhr), seine letzte NightLife-Sendung wenige Tage vor Absetzung des Sendeformats schloss er mit dem Stück „Vermutlich komm ich nie wieder“.
Heute moderiert er auf Bayern 3 am Wochenende verschiedene Sendestrecken. Außerdem übernimmt er in Vertretung für seinen Kollegen Chris Baumann gelegentlich die Moderation der Bayern 3 Chartshow am Freitagabend (19:00 bis 22:00 Uhr). Seit 2001 moderiert er jedes Jahr an Heiligabend auf Bayern 3 von 18 bis 24 Uhr die Sendung Bayern 3 an Heiligabend. Neben seinen Tätigkeiten als Moderator auf Bayern 3 ist Claus Kruesken seit 2003 Teamleiter der Musikredaktion bei Bayern 2.

## Fernsehmoderationen
Einem größeren Publikum wurde er mit der Moderation der ARD-Fernsehsendung Computerzeit bekannt, die zwischen 1984 und 1988 im Nachmittagsprogramm ausgestrahlt wurde. Von 1985 bis 1991 moderierte er die BR-Kinder-Spielshow Flip-Flop. 1993 moderierte er ALL-TV, ein sechsstündiges wissenschaftliches Format auf einem eigens eingerichteten Sender anlässlich der zweiten Deutschen Spacelab-Mission d-2. Von 1994 bis 1998 trat er in einer Werbespot-Serie des Autoherstellers Ford auf. Im Jahr 2000 gab es eine Neuauflage von ALL-TV anlässlich der Space-Shuttle-Mission des deutschen Astronauten Gerhard Thiele, hier moderierte er täglich eine 30-minütige Sendung, die u. a. auch im Rahmen der Space Night des BR ausgestrahlt wurde. 
Des Öfteren wird er auch als Moderator der Sendung Alpha 5 erwähnt, dies ist jedoch laut Wolfgang Rudolph ein Irrtum, der aus einer Verwechslung mit der Flip-Flop-Moderation resultiert.